# تحلل العصب القذالي
تحلل العصب القذالي هو إجراء يستخدم لعلاج ألم العصب الناشىء بواسطة الأعصاب الطرفية (الأعصاب الواقعه خارج العمود الفقري والجمجمة) عادة بسبب حالة الألم العصبي القذالي، مسبار (ليس أكبر من إبرة صغيرة) يوضع بحذر بجانب (بجوار) العصب المحدد (عصب معين)، بمجرد وصوله إلى المنطقة المناسبة، يُستخدَم المسبار أولاً بتحفيز العصب المصاب للمساعدة في التحقق من الوضع، بمجرد التأكد من الوضع الصحيح، يُبَرَّد الطرف بواسطة أكسيد النيتروس إلى درجة حرارة مابين -50 و-70 درجة سيليسيوس (-58 و-94 فهرنهايت) لتغليف العصب في كرة ثلجية، وبالتالي قُطع النقل العصبي، لايزال العصب يعمل ويعود لحالته الطبيعية (غير المجمدة) فور إكتمال الإجراء، الآثار الجانبية والتفاعلات الجانبية نادرة الحدوث، يمكن أن تشمل الآثار الجانبية أو المضاعفات المحتملة وجعًا من الإجراء لبضعة أيام، أو صدمة للعصب، أو ربما يؤدي إلى تفاقم الألم، أو العصب يفقد وظيفته، فضلاً عن مضاعفات العدوى (حصول التهاب) أو النزيف.[بحاجة لمصدر]